# Dyan
Das Dyan (auch Dan, Dian, Dya, Dyane und Dyanu genannt) ist eine Gursprache von Burkina Faso.
Das Zanga ist ein Dialekt des Dyan, ist aber für Standard-Dyan-Sprecher teils so unverständlich, dass es auch als eigenständige eng verwandte Sprache klassifiziert wird.
Die Zahl der Sprecher ist in letzter Zeit stark im Sinken begriffen, da immer mehr Sprecher die burkinische Amtssprache Französisch übernehmen, welches zugleich als einzige Sprache in den Schulen gelehrt wird.